# Ernst Sachs (General)
Ernst Sachs (* 24. Dezember 1880 in Berlin; † 23. August 1956 in Bad Wildbad) war ein deutscher SS-Führer und Offizier, zuletzt SS-Obergruppenführer und General der Waffen-SS im Zweiten Weltkrieg.

## Leben

### Militärlaufbahn
Nach dem Schulbesuch trat er in die preußische Armee ein und wurde am 10. März 1900 Fahnenjunker. Nach Erhalt seines Offizierspatents am 19. August 1901 kam Sachs als Leutnant in das Eisenbahnregiment Nr. 1. Am 27. Januar 1910 folgte die Beförderung zum Oberleutnant. Zwischen 1912 und Oktober 1913 war er Adjutant beim Telegraphen-Bataillon Nr. 1 und danach bis August 1914 Kompaniechef der 5. Kompanie des Telegraphen-Bataillons Nr. 6.
Während des Ersten Weltkrieges war er von August 1914 bis Februar 1915 erst Kommandeur der Fernsprech-Abteilung 20 und daraufhin bis Februar 1916 nacheinander Armee-Funker-Kommandeur beim Armeeoberkommando 10, 11 sowie Adjutant beim Stabsoffizier der Telegraphietruppen beim Armeeoberkommando 11. Danach folgte eine Verwendung zwischen Februar 1916 und Juni 1917 als 2. Adjutant beim Chef der Feldtelegraphie im Großen Hauptquartier der Obersten Heeresleitung sowie anschließend als Abteilungschef der Nachrichtenmittel-Abteilung im Kriegsministerium.
Nach dem Ersten Weltkrieg wurde er in die Reichswehr übernommen und dort am 1. Januar 1921 Chef der 2. Kompanie der 5. Nachrichten-Abteilung in Stuttgart. Im Oktober 1921 wechselte er in den Stab und ab Mai 1922 war er als Stabsoffizier für Nachrichtenwesen im Wehrkommando V und bei der 5. Division tätig. Am 1. Dezember 1926 wurde er Kommandeur der 1. (Preußische) Nachrichten-Abteilung in Königsberg. In dieser Verwendung wurde er am 1. November 1928 zum Oberstleutnant befördert und wechselte am 1. April 1929 als Nachrichteninspizient in den Stab des Gruppenkommandos 2 nach Kassel. Als Oberstleutnant wurde er am 1. November 1930 Kommandeur der Nachrichtenlehrgänge D der Artillerieschule Altes Lager Jüterbog und in dieser Verwendung am 1. April 1931 zum Oberst und dann am 1. Dezember 1933 zum Generalmajor befördert.
Am 1. Oktober 1934 wurde er zum Kommandeur der Heeres- und Luftwaffennachrichtenschule in Halle ernannt. Zwei Jahre später schied Sachs unter Verleihung des Charakters als Generalleutnant aus dem Militärdienst.

### Aktivität in der Waffen-SS
Am 1. November 1936 wurde Sachs Mitglied der Schutzstaffel (SS-Nr. 278.781) und erhielt bereits am 9. November 1936 den Dienstgrad eines SS-Brigadeführers. Anfang Mai 1937 wurde er Mitglied der NSDAP (Mitgliedsnummer 4.167.008). Durch Heinrich Himmler wurde er als Inspekteur des Nachrichtenwesens beim Reichsführer SS und Chef der Polizei mit dem Aufbau sowie der Leitung des Nachrichten-Verbindungswesens der SS betraut. In diesem Zusammenhang nahm er im ersten Quartal des Jahres 1938 an der Welt-Nachrichten-Tagung in Kairo und im ersten Quartal des Jahres 1939 an der Welt-Funk-Konferenz in Montreux teil. Am 1. Juni 1939 wurde er zum SS-Gruppenführer befördert.
Am 15. Mai 1940 wurde er vom Reichsminister für Volksaufklärung und Propaganda Joseph Goebbels zum Präsidenten des DASD (Deutscher Amateur-Sende- und Empfangsdienst) ernannt. In dieser Funktion erwirkte er die Erteilung von mehr als hundert Kriegsfunksendegenehmigungen (KFSG) durch das Oberkommando der Wehrmacht (OKW) für deutsche Funkamateure.
Ab Herbst 1940 war Sachs Chef des Fernmeldewesens beim Persönlichen Stab Reichsführer SS. Am 21. Juni 1943 wurde er zum SS-Obergruppenführer und General der Waffen-SS befördert. Nachfolger Sachs, der Anfang August 1944 wahrscheinlich infolge einer Erkrankung aus dem Amt schied, wurde Wilhelm Keilhaus. Ab Anfang August 1944 war Sachs im Persönlichen Stab des Reichsführer SS noch als Berater für Nachrichtenwesen tätig. Im Februar 1945 war er bei Ohrdruf mit dem Fernmeldeanlagenausbau beschäftigt.

## Nachkriegszeit
Einen Tag vor der Bedingungslosen Kapitulation der Wehrmacht geriet Sachs mit Angehörigen der 38. SS-Grenadier-Division „Nibelungen“ bei Reit im Winkl in amerikanische Kriegsgefangenschaft, in der knapp zwei Jahre verblieb. Im April 1947 galt er als Internierter und wurde Ende Juli 1948 als „Belasteter“ (Gruppe II) entnazifiziert. Nach eigenen Angaben hatte er 1937 ein Konzentrationslager besucht und über Zwangsarbeit von KZ-Häftlingen Kenntnis gehabt. Im Rahmen dieses Verfahrens wurde er zu 30 Monaten Arbeitslager, fünfjähriger Berufsbeschränkung und 30 % Vermögenseinzug bestraft. Obwohl dieses Urteil am 3. August 1948 revidiert wurde, blieb Sachs vorerst interniert.

## Militärische Auszeichnungen
- Eisernes Kreuz (1914) II. und I. Klasse[7]
- Kronenorden IV. Klasse[7]
- Preußisches Dienstauszeichnungskreuz[7]
- Bayerischer Militärverdienstorden IV. Klasse mit Schwertern[7]
- Ritterkreuz II. Klasse des Albrechts-Ordens mit Schwertern[7]
- Ritterkreuz I. Klasse des Sachsen-Ernestinischen Hausordens mit Schwertern[7]
- Lippisches Kriegsverdienstkreuz[7]
- Österreichisches Militärverdienstkreuz III. Klasse[7]
- Eiserner Halbmond[7]
- Ritterkreuz des Bulgarischen Militärverdienstorden mit Schwertern[7]

## Auszeichnungen im NS-Staat
- Kriegsverdienstkreuz (1939) II. und I. Klasse mit Schwertern
- Ehrendegen des Reichsführers SS
- Totenkopfring der SS